# Діно Балларін
Діно Балларін (італ. Dino Ballarin, нар. 23 вересня 1925, Кіоджа — пом. 4 травня 1949, Суперга) — італійський футболіст, воротар.
Разом з партнерами по команді клубу «Торіно» трагічно загинув в авіаційній катастрофі на горі Суперга 4 травня 1949 року.

## Ігрова кар'єра
Народився 23 вересня 1925 року в місті Кіоджа. Вихованець футбольної школи клубу «Клодія».
1948 року приєднався до найсильнішого на той час італійського клубу «Торіно», кольори якого захищав його старший брат Альдо. Став третім голкіпером туринської команди. Втім, дебютувати в офіційних іграх за команду багаторазових чемпіонів країни Діно Балларіну не судилося — 4 травня 1949 року команда трагічно загинула в авіакатастрофі на горі Суперга неподалік Турина.